# DCS1800
DCS1800 è la versione delle reti cellulari GSM che utilizza il range di frequenze dei 1800 MHz, anziché i 900 MHz del GSM base.
Di fatto la concessione delle frequenze a 1800 MHz ha consentito di coprire con un maggior numero di celle e canali i Paesi che hanno adottato le diffusissime reti GSM, garantendone una maggior durata negli anni.